# Tecumseh (powieść)
Tecumseh – powieść przygodowa dla młodzieży Longina Jana Okonia z 1976 roku. Powieść jest pierwszą częścią Trylogii indiańskiej tego autora. We wrześniu 2021 r. włączona do kanonu lektur szkolnych w klasie 5 szkoły podstawowej i wydana ponownie - ukazała się tego samego roku nakładem Wydawnictwa Ibis.
Treścią powieści są dzieje polskiego emigranta Ryszarda Kosa, który będąc świadkiem okrucieństwa, jakie biali wyrządzają Indianom, staje po ich stronie. Wkrótce zaprzyjaźnia się z Tecumsehem, wodzem, który pragnie zjednoczyć pojedyncze plemiona indiańskie do wspólnej walki z amerykańskimi najeźdźcami. Wkrótce obaj powołują Związek Oporu, konfederację licznych plemion. Kiedy wybucha wojna brytyjsko-amerykańska, Związek staje po stronie Brytyjczyków.